# Granatwerfer 34
Der 8-cm-Granatwerfer 34 war ein Standardmörser der deutschen Wehrmacht im Zweiten Weltkrieg.

## Geschichte
Die Entwicklung des 8-cm-Gr.W.34 begann 1932 bei Rheinmetall in Düsseldorf und endete 1934 mit der Einführung als schwerer Granatwerfer (nach Einführung des neuen schweren Granatwerfers 42 dann als mittlerer Granatwerfer bezeichnet) beim Heer. Weitere Hersteller waren Gellnow in Oberdorla, Ruhrstahl AG in Hattingen und die Neuhoffnungshütte in Sinn. Bei Kriegsbeginn waren 4.624 dieser Granatwerfer mit 1,865 Millionen Schuss bei der Truppe. Während des Krieges wurden dann bis 1. März 1945 rund 71.630 Granatwerfer und fast 74 Millionen Werfergranaten produziert, von denen bei Kriegsende noch fast 18.000 Stück und 18 Millionen Schuss verfügbar gewesen sein sollen.
Der 8-cm-Granatwerfer wurde auch auf dem mittleren Schützenpanzerwagen Sd.Kfz. 251 aufgesetzt; neben der Besatzung von 8 Soldaten wurden 66 Schuss mitgeführt.
Ab 1940 wurde aus dem 8-cm-Gr.W.34 der kurze 8-cm-Granatwerfer 42 entwickelt.
Der Werfer wurde nach Kriegsende von der Hauptverwaltung Ausbildung der DDR, einer Vorläuferorganisation der Kasernierten Volkspolizei zur Ausbildung genutzt. Am 15. November 1950 hatte sie 79 Granatwerfer 34 in ihren Bestand. Bis 1952 wurden alle ausgesondert.

## Bedienung
Der 8-cm-Granatwerfer bestand aus den drei Traglasten: Rohr mit Verschlussstück (18,3 kg), Bodenplatte (18,3 kg) und Zweibein, Halterung und Gleitstück mit Spindelmutter (18,9 kg), die sich innerhalb von drei Minuten zum feuerbereiten Werfer zusammensetzen ließen. Dazu kamen noch Zubehörbehälter (0,8 kg) mit dem Richtaufsatz RA 35 und eine Ladevorrichtung (2,3 kg). Der schwere Granatwerfer war ein Vorderlader, wie auch der leichte Granatwerfer 36. Das Abfeuern erfolgte auf einfache Weise durch einen Bolzen am inneren Ende des Rohres, in das der Ladeschütze die scharfgemachte Granate von oben hineingleiten ließ. Vor dem Wirkungsfeuer musste der Werfer je nach Untergrund erst durch ein bis zwei Granaten festgeschossen werden, damit die Bodenplatte stabil auflag. Dem Festschießen folgte das Einschießen. Der Höhenrichtbereich lag zwischen 38,8 und 88,9 Grad und der Seitenrichtbereich betrug insgesamt zwischen 8,89 und 14,4 (abhängig von der eingestellten Höhe des Zweibeins).

## Munition
Für den 8-cm-Gr.W.34 gab es Sprenggranaten sowie Leucht- und Nebelgranaten. Verschossen wurden die Granaten mit Grundladung und bis zu vier gleich starken inkrementellen Teilladungen (1. Ladung bis 5. Ladung). Für die 3,5 kg schweren Wurfgranaten ergab sich mit 1. Ladung bei einer Mündungsgeschwindigkeit von 75 m/s eine Mindestreichweichte von 60 m mit einer 50 % Längen-/Breitenstreuung von 6 m × 5 m, mit 5. Ladung bei einer Mündungsgeschwindigkeit von 174 m/s eine Höchstschussweite von 2400 m mit einer 50 % Längen-/Breitenstreuung von 65 m × 14 m.
Die Sprenggranaten hatten eine Flugdauer von bis zu 26 Sekunden. Dadurch befanden sich bei einer eingeübten Bedienung etwa sechs bis sieben Granaten gleichzeitig auf dem Flug, die dann innerhalb einer halben Minute auf das Ziel niedergingen. Beim Einschlag in das Ziel wurden Splitter im Umkreis von 30 Metern verteilt. Die Lebensdauer eines Rohres betrug ungefähr 16.000 bis 20.000 Schuss.
Um feindliche Truppe in Deckungen zu bekämpfen, gab es die Wurfgranaten W.Gr.38 und W.Gr.39, bei denen zunächst eine kleine Zusatzladung (Vorladung) am Kopf detonierte und so den Körper der Granate einige Meter hoch in die Luft schleuderte, bevor er dort detonierte („Spring-Granate“) und so eine bessere Splitterwirkung erzielte. Diese Munition wurde spätestens ab 1943 nicht mehr hergestellt, vorhandene Bestände wurden umgearbeitet zu normalen Wurfgranaten.
Daneben gab es eine längere, schwere Wurfgranate W.Gr.40 mit höherer Sprengstofffüllung, bei der die Reichweite jedoch nur ca. 950 m betrug.
Insgesamt gab es folgende Munition für den Werfer:
- Gewicht 3,5 kg, Länge 32,9 cm:
  - 8-cm-Wurfgranate 34 (Spreng/Splitter) 0,553 kg Sprengstoff;
  - 8-cm-Wurfgranate 34 Kh „Kammerhülse“ (Nebel) ca. 0,5 kg Nebelmittel, Wolke von 15-20 m Durchmesser für 20 Sekunden;
  - 8-cm-Wurfgranate 34 Kh „Kammerhülse“ Weißring (Augenreizstoff CN), diese wurden jedoch nicht verfüllt;[14]
  - 8-cm-Wurfgranate 34 Üb „Übung“ (Anzeige der Trefferlage) 0,057 kg Nebelmittel;
  - 8-cm-Wurfgranate 38 (Spreng/Splitter, Spring-Granate) 0,4 kg Sprengstoff zzgl. Vorladung;
  - 8-cm-Wurfgranate 38 Umg „umgearbeitet“ (Spreng/Splitter) 0,55 kg Sprengstoff;
  - 8-cm-Wurfgranate 38 Deut (Zielmarkierung für Erdkampfflugzeuge) 0,2 kg Sprengstoff, Ausstoß einer Büchse, die 2 bis 3 Minuten farbigen Rauch erzeugte;
  - 8-cm-Wurfgranate 39 (Spreng/Splitter, Spring-Granate) 0,4 kg Sprengstoff zzgl. Vorladung.
- Gewicht 7,5 kg, Länge 56,4 cm:
  - 8-cm-Wurfgranate 40 (Spreng/Splitter) ca. 5 kg Sprengstoff und die
  - 8-cm-Wurfgranate 40 Üb „Übung“ (ohne Ladung).
- 8-cm-Wurfleuchtgranate 4447.

Auch ausländische Beutemunition konnte aus dem Granatwerfer verschossen werden:
- französische 8,14 cm Stahlgußwurfgranaten 290 (f) und 291 (f) und die
- holländische 8,14 cm Wurfgranate 279 (h).

Der Munitionskasten aus Blech fasste bei einem Gesamtgewicht von 14,4 kg:
- drei 8-cm-Wurfgranaten 34, 38 oder 39 (mit Grundladung und Wurfgranatenzünder W.Gr.Z.38) sowie
- sechs Büchsen mit jeweils:
  - zwei Teilladungen und ggf.
  - einer Vorladung.

## Einsatz
Sechs Granatwerfer bildeten einen Granatwerfer-Zug in den Maschinengewehrkompanien der Infanteriebataillone und Schützenbataillone (mot.). Auch bei den Gebirgstruppen kam der Granatwerfer zum Einsatz. Um diesen auch im Winter durch tiefen Schnee oder im Gebirge transportieren zu können, wurde dieser auch in den Heeresschlitten (Hs. 1) mit Kastenaufbau verlastet. Doch auch auf kleineren Schlitten konnte der Granatwerfer in vier Lasten transportiert werden. So gab es den Boots-Akja, auf dem der Granatwerfer zusammen mit Munition und Zubehör, gemäß eines Beladeplans, verlastet wurde.

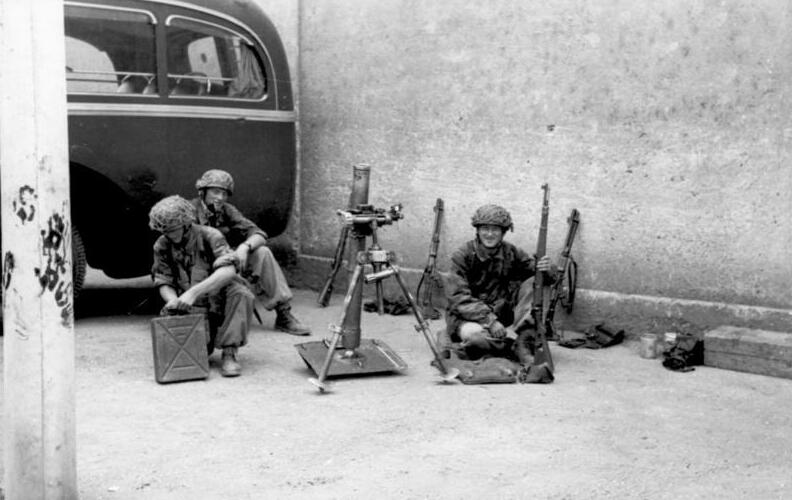
Bedienung mit Granatwerfer und Munitionskästen
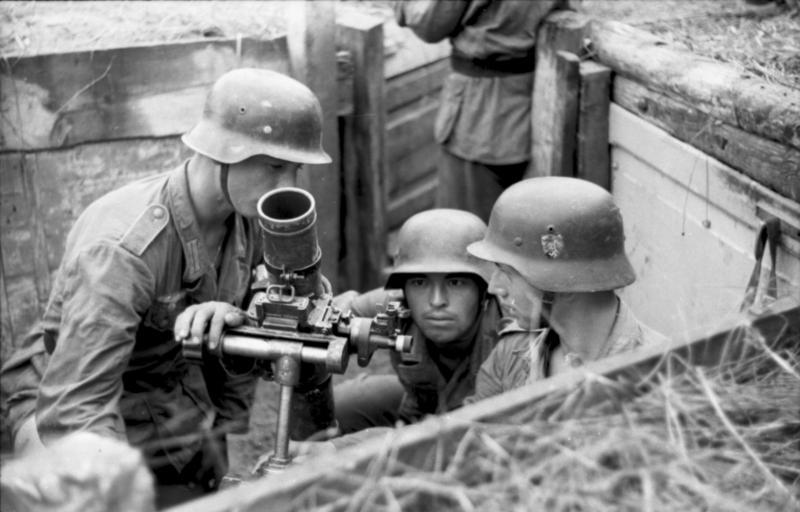
Granatwerfer in Feuerstellung
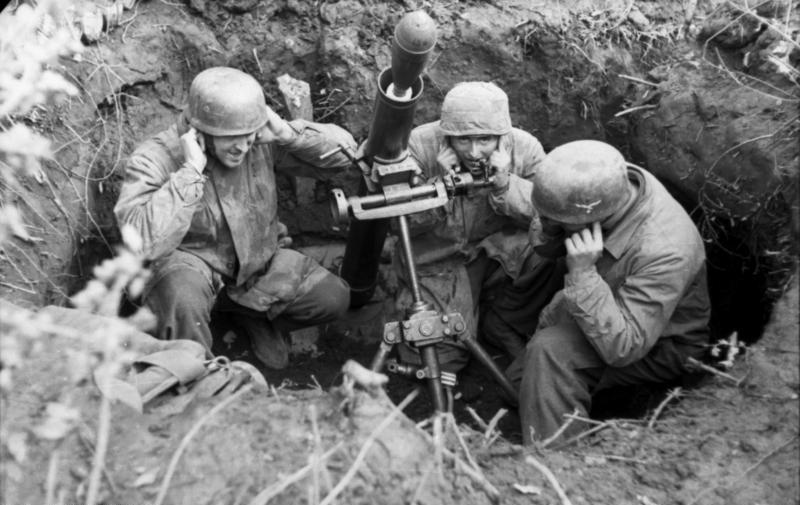
Sprenggranate gleitet in das Abschussrohr
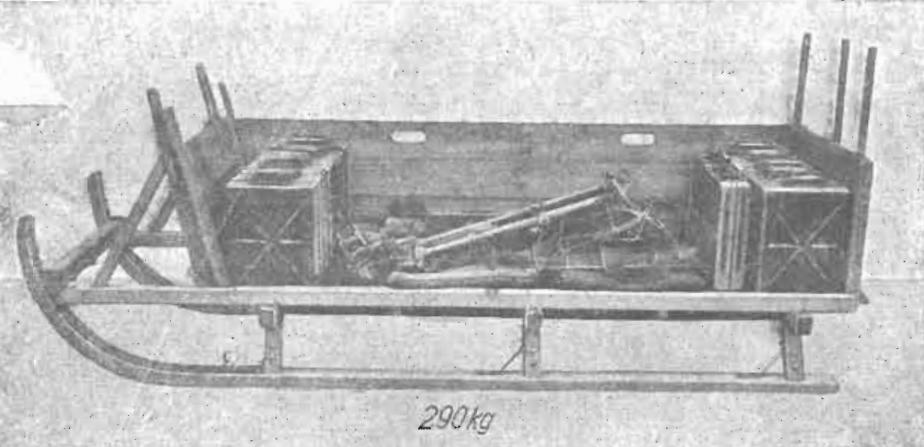
Der Granatwerfer verlastet auf den Heeresschlitten (Hs. 1)
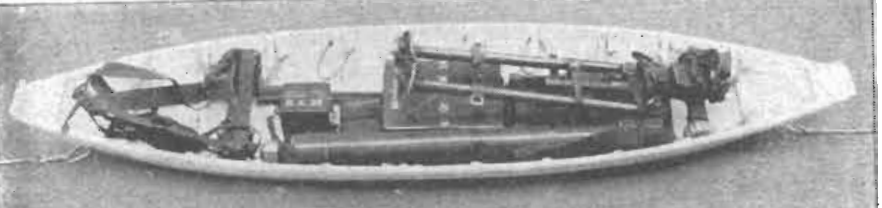
Boots-Akja mit zerlegtem Granatwerfer
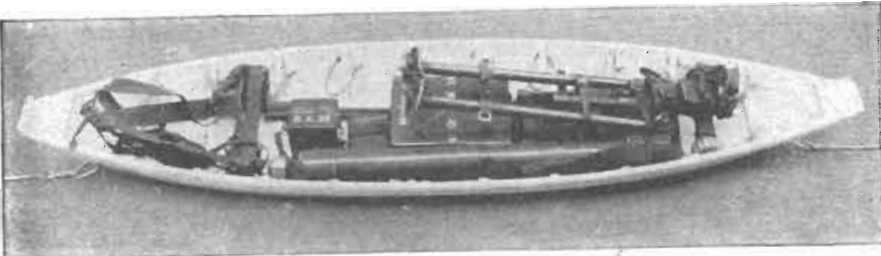
Boots-Akja mit Rohr, Zweibein, Richtaufsatz 35, Zubehör und Munition
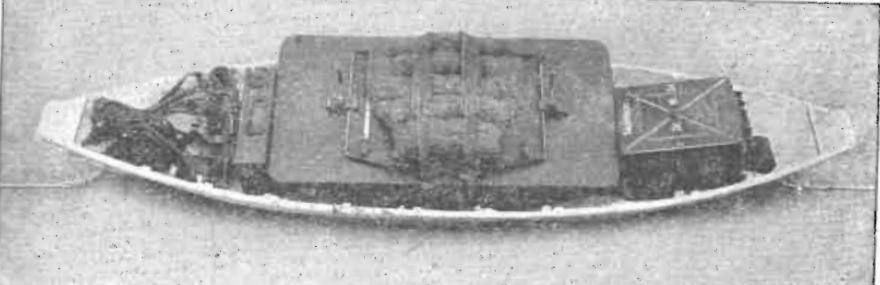
Boots-Akja mit Bodenplatte, Patronenkasten und zwei Munitionskästen
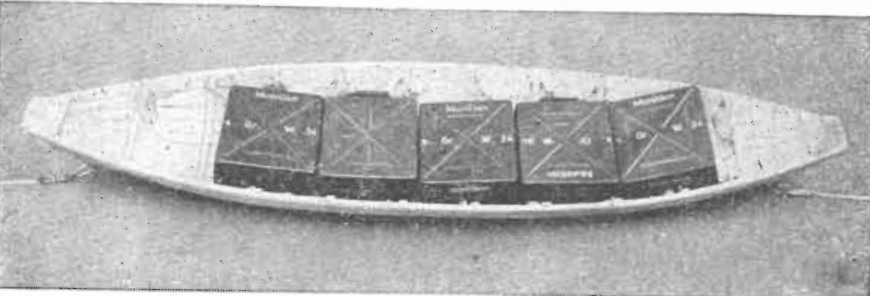
Boots-Akja mit fünf Munitionskästen

## Verweise